# Модестов, Николай Сергеевич
Никола́й Серге́евич Моде́стов (род. 11 ноября 1952, Москва, СССР) — российский журналист-криминолог и писатель криминального жанра, редактор отдела происшествий газеты «Вечерняя Москва». Один из владельцев газеты «Московская правда».

## Биография
Родился 11 ноября 1952 года в Москве.

## Отзывы
В 1995 году журнал «Книжное дело» писал: 
Книга российского журналиста Николая Модестова называется «Москва бандитская». Это серьёзная попытка приоткрыть завесу над преступной деятельностью самых известных бандитских группировок 90-х годов.

В 1996 году журнал «Книжный бизнес» писал: 
Вышедшая в издательстве книга известного российского журналиста Николая Модестова «Москва бандитская» произвела настоящий „фурор“ не только в Москве, но и в России. Книга моментально была продана. Читатели, книготоргующие организации буквально „засыпали“ издательство просьбами и заявками на эту уникальную книгу, в которой автор сделал серьёзную попытку приоткрыть завесу над преступной деятельностью самых известных бандитов.

В 2004 году кандидат юридических наук, адвокат, член Адвокатской Палаты г. Москвы В. М. Карышев, бывший во время описываемых событий защитником известного киллера А. В. Солоника, в книге «История Русской мафии 1995-2003. Большая крыша» вспоминал:
Громом среди ясного неба были две статьи. Первая — в газете «Известия», которая появилась 10 января 1996 года, автором её являлся некий Алексей Тарасов. Называлась она «Наёмный убийца. Штрихи к портрету легендарного киллера». Вторая статья выходит через месяц в газете «Куранты» — «Курганский Рэмбо». Автор этой статьи — ставший впоследствии знаменитым писателем — Николай Модестов, выпустивший книгу «Москва бандитская». Это были «чёрные» статьи.

В 2006 году военный журналист, главный редактор журнала «Ориентир» Министерства обороны России полковник М. Е. Болтунов, описывая события инцидента в тоннеле на Садовом кольце в 1991 году и участие в них экипажа БМП № 536, отмечал:
Но самое поразительное, что эти ребята, которых обозвали «душителями демократии», ни разу до этой злополучной ночи не были в Москве, а что существует такой Белый дом, узнали на следующий день из уст следователя.
Как я уже сказал, возмущённый всем этим, написал статью. Она резко контрастировала с тем диким газетным воем. И попытался защитить историческую правду. Обошёл добрый десяток уважаемых центральных газет — никто не взялся опубликовать её. Нашёлся единственный смельчак, Николай Модестов из «Подмосковных известий». Он напечатал. Спасибо ему, конечно. Хотя я прекрасно осознаю никчёмность своих потуг. Моя статья — писк, не замеченный никем.

## Награды
- Лауреат премии МЧС России и Союза журналистов Москвы в номинации «Экстремальная журналистика» (2008)[3].
- Победитель конкурса «Журналисты России против террора» (2009) (за статью «Помним, скорбим, живём»)[9].

## Книги
документально-популярные
- Модестов Н. С., Глазунов С., Миронов В., Елизаров Н. Российский сыщик. — М.: ИПК "Звезда", 1993. — 287 с. — 100 000 экз.
- Модестов Н. С. Москва бандитская: документальная хроника криминального беспредела 80-90-х годов. — М.: Центрполиграф, 1996. — 400 с. — 30 000 экз. — ISBN 5-218-00107-4.
- Модестов Н. С. Москва бандитская 2. — М.: Центрполиграф, 1997. — 400 с. — 500 000 экз. — ISBN 5-218-00519-3.
- Модестов Н. С. "Бумеранг". Кто убивает бандитов? (Почему гибнут лидеры уголовного мира. — М.: Изограф, 1996. — 159 с. — (Криминальная Россия). — ISBN 5-87113-047-X.
- Модестов Н. С. Маньяки... Слепая смерть : Хроника серийных убийств. — М.: Надежда-I, 1997. — 284 с. — (Уголовные тайны). — 25 000 экз. — ISBN 5-86150-041-X.
- Модестов Н. С. Москва бандитская: Документальная хроника криминального беспредела 80 - 90-х годов. — М.: Центрполиграф, 1998. — 396 с. — 10 000 экз. — ISBN 5-227-00175-8.
- Модестов Н. С. Серийные убийцы. Маньяки и их жертвы. — М.: Центрполиграф, 1999. — 370 с. — (Человек и закон). — 10 000 экз. — ISBN 5-227-00502-8.
- Модестов Н. С. Москва бандитская-2. — М.: Центрполиграф, 1999. — 400 с. — (Человек и закон). — 10 000 экз. — ISBN 5-227-00176-6.
- Модестов Н. С. Москва 3. Энциклопедия городского криминала. — М.: Центрполиграф, 2000. — 448 с. — 30 000 экз. — ISBN 5-227-01070-6.
- Модестов Н. С. Москва бандитская 1-2. Документальная хроника криминального беспредела 80-90-х годов XX века. — М.: Центрполиграф, 2001. — 560 с. — 8000 экз.
- Модестов Н. С. Серийные убийцы. — М.: АСТ; Астрель, 2003. — 288 с. — (Обожжённые зоной). — 15 000 экз. — ISBN 5-17-018560-X, ISBN 5-271-06252-X.
- Модестов Н. С. Москва бандитская. Документальная хроника криминального беспредела 80 - 90-х годов. — М.: Астрель, АСТ, 2003. — 368 с. — 15 000 экз. — ISBN 5-17-019392-0, ISBN 5-271-06700-9.
- Модестов Н. С. Москва бандитская. — М.: Астрель, АСТ, 2004. — 400 с. — (Обожжённые зоной). — 10 000 экз. — ISBN 5-17-025264-1, ISBN 5-271-09425-1.
- Модестов Н. С. Москва бандитская-2. — М.: Астрель, АСТ, Транзиткнига, 2004. — 364 с. — (Обожжённые зоной). — 10 000 экз. — ISBN 5-17-021842-7, 5-271-07950-3.
- Модестов Н. С. Москва бандитская-3. Энциклопедия городского криминала. — М.: Астрель, АСТ, 2004. — 400 с. — (Обожжённые зоной). — 10 000 экз. — ISBN 5-17-023770-7, ISBN 5-271-08606-2.
- Модестов Н. С. Следствие продолжается. — М.: Пан пресс, 2008. — 416 с. — 3000 экз. — ISBN 978-5-9680-0100-9.

художественные
- Модестов Н. С., Кавун А., Гайдук Ю. Ф. Кто убивает бандитов [Повести] / Содерж.: Кто убивает бандитов?: Курган. Терминатор / Н. Модестов. Подснежники / А. Кавун. Пустырь / Ю. Гайдук. — М.; Назрань: Олимп : АСТ, 1997. — 464 с. — (Криминальная Россия). — 21 000 экз. — ISBN 5-7390-0390-3, ISBN 5-7841-0396-2.
- Модестов Н. С. Обратный отсчёт. — М.: Центрполиграф, 1999. — 457 с. — (Чёрная метка). — 15 000 экз. — ISBN 5-227-00508-7.
- Модестов Н. С. Ставка на красное. — М.: Центрполиграф, 1998. — 392 с. — 30 000 экз. — ISBN 5-227-00158-8.
- Модестов Н. С. Обратный отсчёт. — М.: Центрполиграф, 2002. — 414 с. — 15 000 экз. — ISBN 5-227-01577-5.
- Модестов Н. С. Ставка на красное. — М.: АСТ, Астрель. — 384 с. — 8000 экз. — ISBN 5-17-017688-0, ISBN 5-271-05866-2.
- Модестов Н. С. Стрельба по мерцающей цели. — М.: Центрполиграф, 2002. — 336 с. — 15 000 экз. — ISBN 5-227-01578-3.
- Модестов Н. С. Стрельба по мерцающей цели. — М.: АСТ, Астрель, 2003. — 320 с. — (Классика отечественного детектива). — 7000 экз. — ISBN 5-17-019388-2, ISBN 5-271-06620-7.
- Модестов Н. С. Обратный отсчёт. — М.: АСТ, Астрель, 2004. — 384 с. — (Обожжённые зоной). — 10 000 экз. — ISBN 5-17-018964-8, ISBN 5-271-05774-7.
- Модестов Н. С. Ставка на красное. — М.: АСТ, Астрель, 2004. — 384 с. — 10 000 экз. — ISBN 5-17-027199-9, ISBN 5-271-10269-6.

## Статьи
- Модестов Н. С. Зов сатаны // Московская правда, 14.07.1994
- Модестов Н. С. Джек и его наследники // Психология террористов и серийных убийц. Хрестоматия / Сост. и ред. А. Е. Тарас. — Минск: Харвест, 2004. — С. 286-290. — 400 с. — (Библиотека практической психологии). — 5000 экз. — ISBN 985-13-1484-6. Архивировано 7 марта 2016 года.
- Модестов Н. С. Берегитесь: лифт! // Психология террористов и серийных убийц. Хрестоматия / Сост. и ред. А. Е. Тарас. — Минск: Харвест, 2004. — С. 291-304. — 400 с. — (Библиотека практической психологии). — 5000 экз. — ISBN 985-13-1484-6. Архивировано 7 марта 2016 года.
- Модестов Н. С. Как дикая собака // Психология террористов и серийных убийц. Хрестоматия / Сост. и ред. А. Е. Тарас. — Минск: Харвест, 2004. — С. 305-309. — 400 с. — (Библиотека практической психологии). — 5000 экз. — ISBN 985-13-1484-6. Архивировано 7 марта 2016 года.
- Модестов Н. С. "Патриот Витебска" // Психология террористов и серийных убийц. Хрестоматия / Сост. и ред. А. Е. Тарас. — Минск: Харвест, 2004. — С. 310-314. — 400 с. — (Библиотека практической психологии). — 5000 экз. — ISBN 985-13-1484-6. Архивировано 7 марта 2016 года.
- Модестов Н. С. Внутренний голос // Психология террористов и серийных убийц. Хрестоматия / Сост. и ред. А. Е. Тарас. — Минск: Харвест, 2004. — С. 315-318. — 400 с. — (Библиотека практической психологии). — 5000 экз. — ISBN 985-13-1484-6. Архивировано 7 марта 2016 года.
- Модестов Н. С. Чикатило // Психология террористов и серийных убийц. Хрестоматия / Сост. и ред. А. Е. Тарас. — Минск: Харвест, 2004. — С. 319-341. — 400 с. — (Библиотека практической психологии). — 5000 экз. — ISBN 985-13-1484-6. Архивировано 7 марта 2016 года.
- Модестов Н. С. Театр смерти пионервожатого Сливко // Психология террористов и серийных убийц. Хрестоматия / Сост. и ред. А. Е. Тарас. — Минск: Харвест, 2004. — С. 342-348. — 400 с. — (Библиотека практической психологии). — 5000 экз. — ISBN 985-13-1484-6. Архивировано 7 марта 2016 года.
- Модестов Н. С. Окончательный диагноз // Психология террористов и серийных убийц. Хрестоматия / Сост. и ред. А. Е. Тарас. — Минск: Харвест, 2004. — С. 349-367. — 400 с. — (Библиотека практической психологии). — 5000 экз. — ISBN 985-13-1484-6. Архивировано 7 марта 2016 года.
- Модестов Н. С. Новости криминала: сотрудники МУРа задержали маньяка. Вечерняя Москва (29 ноября 2007). Дата обращения: 30 июня 2010. Архивировано из оригинала 15 апреля 2012 года.
- Модестов Н. С. Бойня на Воронцовских прудах. Вечерняя Москва. Дата обращения: 3 августа 2011. Архивировано из оригинала 16 августа 2012 года.
- Модестов Н. С. Стало известно об убийстве банковского чиновника. // Вечерняя Москва, 07.12.2007
- Модестов Н. С. 5 октября Московский уголовный розыск отмечает 90-летний юбилей (недоступная ссылка) // Вечерняя Москва, 03.10.2008
- Модестов Н. С. Биографии серийных убийц написаны будто под копирку // Вечерняя Москва, 28.10.2008
- Модестов Н. С. Джентльмены предпочитают гастарбайтерш // Вечерняя Москва, 02.02.2009
- Модестов Н. С. Здравствуйте, я – угонщик! Исповедь профессионального автоугонщика // Вечерняя Москва, 25.02.2009